# Clear Passage Island
Clear Passage Island – niezamieszkana wyspa w zatoce Cumberland, w regionie Qikiqtaaluk, na terytorium Nunavut, w Kanadzie. 
W pobliżu Clear Passage Island położone są wyspy: Iglunga Island, Anarnittuq Island i Nunatak Island.